# Tom Malone

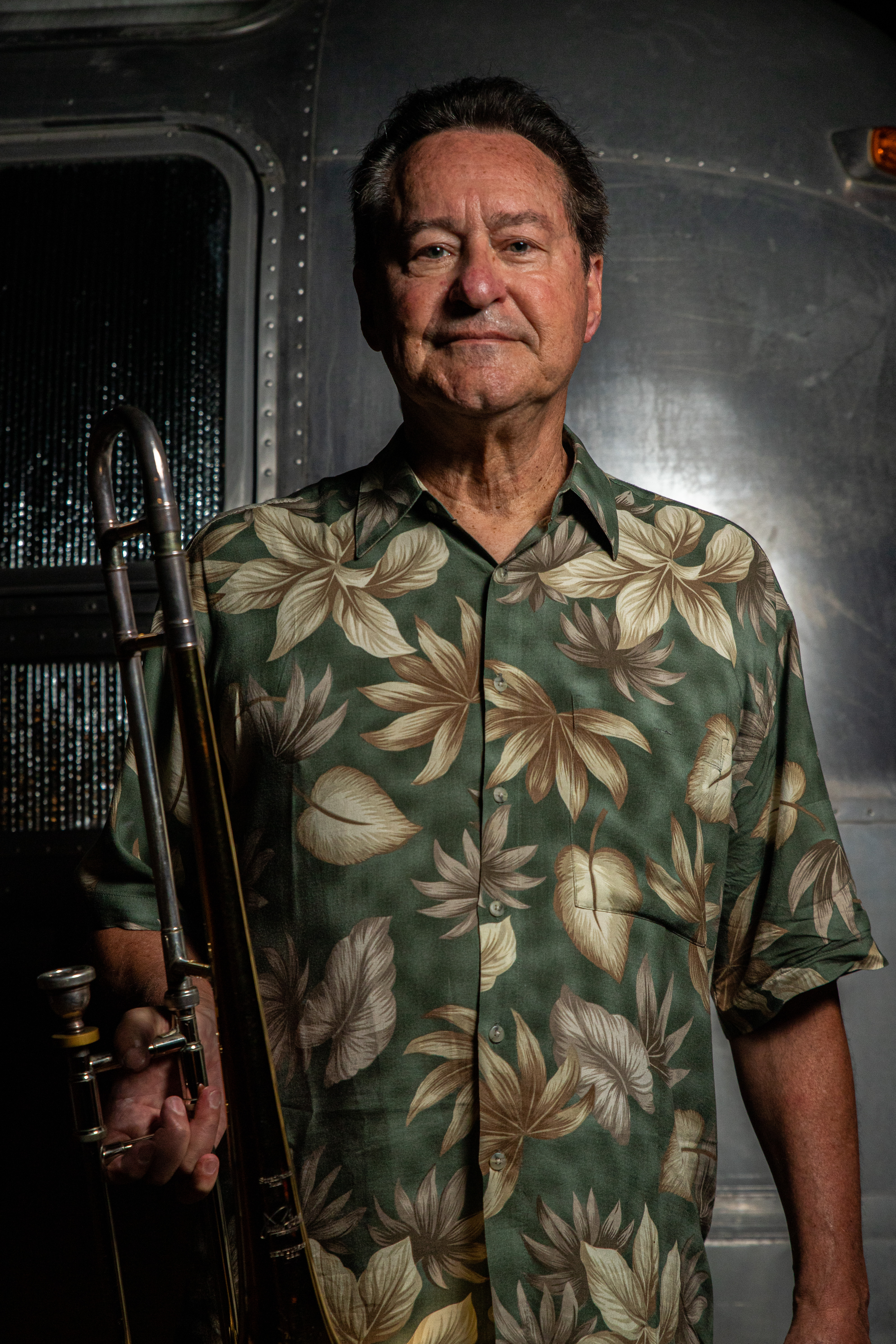
Tom Malone, 2019

Tom „Bones“ Malone (* 16. Juni 1947 in Honolulu) ist ein amerikanischer Musiker (Posaune, auch Trompete, Tuba, Saxophone, Flöten, Synthesizer; Arrangement) des Modern Jazz, der auch als Musikproduzent tätig war. Er gehörte zur Blues Brothers Band und ist vor allem als Studiomusiker (auch im Pop- und Klassikbereich) hervorgetreten.

## Leben und Wirken
Malone lernte ab dem Alter von fünf Jahren Violine. Mit zehn Jahren wechselte er zur Tuba, die er in einer Marching Band spielte. Er studierte an der University of Southern Mississippi und an der North Texas State University Musik. In dieser Zeit begleitete er Brenda Lee, Les Elgart, The Supremes, Stevie Wonder, Marvin Gaye, The Temptations sowie Gladys Knight and the Pips. Dann gehörte er zu den Orchestern von Woody Herman (1969), Duke Pearson (1970), Louie Bellson (1971), Doc Severinsen und Frank Zappa (1972), bevor er bis 1974 bei Blood, Sweat & Tears spielte. In dieser Zeit begann auch seine enge Zusammenarbeit mit Gil Evans, mit dem er mehrere Alben (wie The Gil Evans Orchestra Plays the Music of Jimi Hendrix oder There Comes a Time) einspielte und bis 1987 mehrfach in Europa und Asien auf Tournee war. 1975 tourte er auch mit Billy Cobham, im Folgejahr mit The Band.
Als Arrangeur arbeitete Malone zwischen 1975 und 1985 für die Saturday Night Live, wobei er ab 1981 auch als musikalischer Leiter der Band tätig war. Den Blues Brothers gehörte er seit der Gründung 1977 an. Seit 1993 gehörte er dem CBS Orchestra an, für das er ebenfalls arrangierte.
Malone war alleine im Bereich des Jazz zwischen 1968 und 2010 an 115 Aufnahmen beteiligt, unter anderem mit Carla Bley, Spyro Gyra, Howard Johnson oder Ron Carter. Er ist auch in den Filmen The Last Waltz, Blues Brothers 2000 und Sister Act zu erleben.

## Diskographische Hinweise
- Standards of Living (Big World, 1992)
- Eastern Standard Time (1993)
- Soulbones (Malaco, 1998)